# 忍者君 魔城的冒險
《忍者君 魔城的冒險》是日本的UPL公司於1984年上市的街機遊戲，1985年5月10日發售紅白機版。1985年由JALECO公司推出的《忍者茶茶丸》為衍生作品，遊戲主角茶茶丸設定為忍者君的弟弟。

## 續作
第2作《忍者君 阿修羅之章》（忍者くん 阿修羅ノ章）為街機遊戲於1987年上市，1988年5月27日發售紅白機版。第3作《戰國忍者君》（戦国忍者くん）為Game Boy遊戲於1991年3月8日發售。第4作《超級忍者君》（すーぱー忍者くん）為超級任天堂遊戲由JALECO於1994年8月5日發售。2004年柏青哥遊戲《忍者君妖怪繪卷》（忍者くん妖怪絵巻）上市。